# Labetuzumab
Il labetuzumab, commercializzato con il nome commerciale CEA-CIDE è un anticorpo monoclonale umanizzato (IgG1) studiato per il trattamento del carcinoma del colon-retto.
Questo farmaco è stato sviluppato da Immunomedics, Inc.
Il target molecolare del farmaco è l'antigene carcino-embrionico (carcinoembryonic antigen).

### Labetuzumab
- (EN) Edward C. Halperin, Carlos A. Perez e Luther W. Brady, Perez and Brady's principles and practice of radiation oncology, Lippincott Williams & Wilkins, 2008,  pp. 590–, ISBN 978-0-7817-6369-1. URL consultato il 27 marzo 2011.
- (EN) Felix Bronner, Bone and Cancer, Springer, 21 maggio 2009,  pp. 222–, ISBN 978-1-84882-018-0.
- (EN) Waun Ki Hong, Robert C. Bast, William Hait, Donald W. Kufe, James F. Holland, Raphael E. Pollock, Ralph R. Weichselbaum, Holland Frei cancer medicine eight, PMPH-USA, 2010,  pp. 719–, ISBN 978-1-60795-014-1.
- (EN) William Small, Combining targeted biological agents with radiotherapy: current status and future directions, Demos Medical Publishing, 2008,  pp. 99–, ISBN 978-1-933864-34-1.